# Jiří Rudolf Lehnický
Jiří Rudolf Břežsko-Lehnický (německy Georg Rudolf von Liegnitz; 22. leden 1595, Oława (Ohlau) – 14. leden 1653, Vatislav) byl kníže lehnický, volovský a goldberský, vrchní slezský hejtman. Pocházel z dynastie slezských Piastovců.

## Biografie
Byl synem břežsko-lehnického knížete Jáchyma Fridricha a jeho ženy Anny Marie z Anhaltu. Po smrti svého otce roku 1602 si s bratrem Janem Kristiánem rozdělili knížectví – Jan obdržel Břežsko, Jiří Lehnicko s Volovskem. Za bratry však do roku 1609 vládl regent, sami bratři vládli do roku 1613 společně. V červenci 1618 se vyslovil pro vyslání pomoci, kterou žádaly české stavy za jejich povstání proti Habsburkům. Přesto se po uzavření míru s Ferdinandem II. z února 1621 stal po svém bratrovi Janu Kristiánovi, který musel emigrovat, vrchním slezským hejtmanem.
Po vpádu Dánů do Slezska se snažil pro císařské sebrat posily, nebyl však příliš úspěšný. Když v roce 1632 obsadila sasko-švédská protestantská armáda Slezsko, utvořil 9. srpna 1633 spolu se svým navrátivším se bratrem Janem Kristiánem, olešnickým knížetem Karlem Fridrichem a vratislavskými měšťany konjunkci (svazek) s protestantskými armádami o společném boji proti císaři.
Po sasko-švédské porážce ke konci roku 1633 však musel uprchnout do exilu v Polsku, ze kterého se vrátil až po podepsání míru v roce 1648. Přestože byl dvakrát ženat, poprvé s Žofií Alžbětou z Anhaltu, podruhé s Alžbětou Magdalénou Minstrbersko-Olešnickou, zemřel bezdětný v roce 1653, knížectví po něm zdědil jeho synovec Ludvík.

## Podpora umění
Jiří Rudolf byl velikým mecenášem umělců, zejména literátů a hudebníků. Již v mladých letech založil lehnickou knihovnu Biblioteca Rudolphiana, nesoucí jeho jméno a v roce 1624 jmenoval básníka Martina Opitze svým dvorním radou. Slavný hudební skladatel období baroka, Heinrich Schütz, knížeti věnoval svou sbírku Cantiones sacrae. Jiří Rudolf byl také sám vynikajicím hudebním skladatelem.